# Paradela (Sever do Vouga)
Paradela ist ein Ort und eine ehemalige Gemeinde (Freguesia) im portugiesischen Kreis Sever do Vouga. Die Gemeinde hatte 721 Einwohner (Stand 30. Juni 2011).
Am 29. September 2013 wurden die Gemeinden Paradela und Cedrim zur neuen Gemeinde União das Freguesias de Cedrim e Paradela zusammengeschlossen.